# Çaygören-Talsperre
Die Çaygören-Talsperre (türkisch Çaygören Barajı) befindet sich 3 km östlich der Stadt Sındırgı am Oberlauf des Simav Çayı in der westtürkischen Provinz Balıkesir.
Die Çaygören-Talsperre wurde in den Jahren 1966–1971 als Sand-Kies-Schüttdamm mit Lehmkern erbaut.
Sie wurde ursprünglich zum Zweck der Bewässerung und Abflussregulierung errichtet.
Der Staudamm hat eine Höhe von 52,5 m (über Talsohle) und besitzt ein Volumen von 3,4 Mio. m³. Der zugehörige Stausee besitzt eine Wasserfläche von 8,13 km² und ein Speichervolumen von 147 Mio. m³. 
Die Talsperre ist für die Bewässerung einer Fläche von 20.026 ha ausgelegt.
In den Jahren 2005–2006 wurde die Talsperre noch um ein Wasserkraftwerk ergänzt. Dieses befindet sich am südlichen Fuß des Staudamms. 
Mit zwei Turbinen (2,8 MW und 1,8 MW) liegt das Regelarbeitsvermögen bei 21 GWh im Jahr.